# Петя (Муреш)
Петя (рум. Petea) — село у повіті Муреш в Румунії. Входить до складу комуни Банд.
Село розташоване на відстані 267 км на північний захід від Бухареста, 17 км на захід від Тиргу-Муреша, 64 км на південний схід від Клуж-Напоки, 136 км на північний захід від Брашова.

## Населення
За даними перепису населення 2002 року у селі проживали 245 осіб.
Національний склад населення села:
| Національність | Кількість осіб | Відсоток |
| -------------- | -------------- | -------- |
| румуни         | 228            | 93,1%    |
| цигани         | 12             | 4,9%     |
| угорці         | 5              | 2,0%     |

Рідною мовою назвали:
| Мова      | Кількість осіб | Відсоток |
| --------- | -------------- | -------- |
| румунська | 240            | 98,0%    |
| угорська  | 5              | 2,0%     |